# Віктор Ікпеба
Віктор Ікпеба (англ. Victor Ikpeba, нар. 12 червня 1973, Бенін-Сіті) — нігерійський футболіст, що грав на позиції нападника.
Виступав, зокрема, за клуб «Монако», а також національну збірну Нігерії.
Володар Кубка Бельгії. Чемпіон Франції. Володар Суперкубка Франції. У складі збірної — володар Кубка африканських націй. олімпійський чемпіон.

## Клубна кар'єра
У дорослому футболі дебютував 1989 року виступами за команду клубу «АКБ Лагос».
Протягом 1989–1993 років захищав кольори команди клубу «Льєж», де виступав разом із своїм товаришем по збірній Сандеєм Олісе.
Своєю грою за останню команду привернув увагу представників тренерського штабу клубу «Монако», до складу якого приєднався 1993 року. Відіграв за команду з Монако наступні шість сезонів своєї ігрової кар'єри. Більшість часу, проведеного у складі «Монако», був основним гравцем атакувальної ланки команди.
У 1999 році перейшов до лав клубу «Боруссія» (Дортмунд), де виступав до 2001 року.
Згодом з 2001 по 2004 рік грав у складі команд клубів «Реал Бетіс», «Аль-Іттіхад» та «Шарлеруа».
Завершив професійну ігрову кар'єру у клубі «Аль-Садд», за команду якого виступав протягом 2004–2007 років.

## Виступи за збірну
1992 року дебютував в офіційних матчах у складі національної збірної Нігерії. Протягом кар'єри у національній команді, яка тривала 10 років, провів у формі головної команди країни 31 матч, забивши 7 голів.
У складі збірної був учасником Кубка африканських націй 1992 року у Сенегалі, на якому команда здобула бронзові нагороди, чемпіонату світу 1994 року у США, Кубка африканських націй 1994 року у Тунісі, здобувши того року титул континентального чемпіона, чемпіонату світу 1998 року у Франції, Кубка африканських націй 2000 року у Гані та Нігерії, де разом з командою здобув «срібло», Кубка африканських націй 2002 року у Малі, на якому команда здобула бронзові нагороди.

## Титули і досягнення

### Командні
- Володар Кубка Бельгії (1):

«Льєж»: 1989-90
- Чемпіон Франції (1):

«Монако»: 1996-97
- Володар Суперкубка Франції (1):

«Монако»: 1997
Збірні
- Володар Кубка африканських націй: 1994
- Срібний призер Кубка африканських націй: 2000
- Бронзовий призер Кубка африканських націй: 1992, 2002
- Олімпійський чемпіон (1):

1996

### Особисті
- Африканський футболіст року: 1997